# Monstera monteverdensis
Monstera monteverdensis — вид квіткових рослин із родини ароїдних, Araceae. Його доросла форма характеризується перисто-різкими краями з до восьми часток на боці. Листки можуть досягати 60 см в довжину і 30 см в ширину. Він названий на честь міста Монтеверде, де цей вид поширений.

## Розповсюдження
Батьківщиною Monstera monteverdensis є Коста-Рика, зокрема Кордильєр-де-Гуанакасте та гір Тіларан. У культивуванні вид плутали з іншими видами роду, такими як Monstera epipremnoides, Monstera lentii та Monstera lechleriana. M. epipremnoides має перистороздільні листя з більшою кількістю часток, ніж M. monteverdensis. M. lechleriana відрізняється від M. monteverdensis своїми стійкими черешковими піхвами та більш товстою обгорткою.